# Umbellulifera striata
Umbellulifera striata är en korallart som först beskrevs av Thomson och Henderson 1905.  Umbellulifera striata ingår i släktet Umbellulifera och familjen Nephtheidae. Inga underarter finns listade i Catalogue of Life.